# (16645) Aldalara
Aldalara (asteroide n.º 16645) es un asteroide del cinturón principal, descubierto el 22 de septiembre de 1993 por el astrónomo Orlando Naranjo en el Observatorio Astronómico Nacional de Llano del Hato, ubicado en la Cordillera de Mérida, Venezuela.
Su nombre es un compuesto del acrónimo de la Asociación Larenese de Astronomía (ALDA, f. 1985) y el nombre del Estado Lara.
Posee una excentricidad de 0,1928124 y un inclinación de 3,72490º.